# Sydkorea i olympiska vinterspelen 2018
Sydkorea var värdnation för de olympiska vinterspelen 2018 i Pyeongchang, och deltog med en trupp på 121 tävlande (75 män, 46 kvinnor) fördelat på 15 sporter.
Tävlande från både Sydkorea och Nordkorea deltog också i damernas turnering i ishockey tävlande som Korea. Vid invigningsceremonin tågade Sydkorea in under gemensam flagg med Nordkorea. Flaggan bars av bobåkaren Won Yun-jong tillsammans med nordkoreanskan Hwang Chung-gum.

## Medaljörer
| Medalj | Namn                                                              | Sport                         | Gren                          | Datum            |
| ------ | ----------------------------------------------------------------- | ----------------------------- | ----------------------------- | ---------------- |
| Guld   | Lee Seung-hoon                                                    | Hastighetsåkning på skridskor | Herrarnas masstart            | 24 februari 2018 |
| Guld   | Choi Min-jeong                                                    | Short track                   | Damernas 1 500 meter          | 17 februari 2018 |
| Guld   | Shim Suk-hee Choi Min-jeong Kim Ye-jin Kim A-lang                 | Short track                   | Damernas stafett              | 20 februari 2018 |
| Guld   | Lim Hyo-jun                                                       | Short track                   | Herrarnas 1 500 meter         | 10 februari 2018 |
| Guld   | Yun Sung-bin                                                      | Skeleton                      | Herrarnas tävling             | 16 februari 2018 |
| Silver | Won Yun-jong Jun Jung-lin Seo Young-woo Kim Dong-hyun             | Bob                           | Herrarnas fyrmanna            | 25 februari 2018 |
| Silver | Kim Eun-jung Kim Kyeong-ae Kim Seon-yeong Kim Yeong-mi Kim Cho-hi | Curling                       | Damernas turnering            | 25 februari 2018 |
| Silver | Lee Sang-hwa                                                      | Hastighetsåkning på skridskor | Damernas 500 meter            | 18 februari 2018 |
| Silver | Kim Bo-reum                                                       | Hastighetsåkning på skridskor | Damernas masstart             | 24 februari 2018 |
| Silver | Cha Min-kyu                                                       | Hastighetsåkning på skridskor | Herrarnas 500 meter           | 19 februari 2018 |
| Silver | Lee Seung-hoon Chung Jae-won Kim Min-seok                         | Hastighetsåkning på skridskor | Herrarnas lagtempo            | 21 februari 2018 |
| Silver | Hwang Dae-heon                                                    | Short track                   | Herrarnas 500 meter           | 22 februari 2018 |
| Silver | Lee Sang-ho                                                       | Snowboard                     | Herrarnas parallellstorslalom | 24 februari 2018 |
| Brons  | Kim Tae-yun                                                       | Hastighetsåkning på skridskor | Herrarnas 1 000 meter         | 23 februari 2018 |
| Brons  | Kim Min-soek                                                      | Hastighetsåkning på skridskor | Herrarnas 1 500 meter         | 13 februari 2018 |
| Brons  | Lim Hyo-jun                                                       | Short track                   | Herrarnas 500 meter           | 22 februari 2018 |
| Brons  | Seo Yi-ra                                                         | Short track                   | Herrarnas 1 000 meter         | 17 februari 2018 |

## Backhoppning
Sydkorea kvalificerade två backhoppare automatiskt som värdnation och tilldelades ytterligare en kvotplats utifrån världsranking.
| Hoppare      | Gren                  | Kval  | Kval  | Kval | Första omgången  | Första omgången  | Första omgången  | Final            | Final            | Final            | Totalt           | Totalt           |
| Hoppare      | Gren                  | Längd | Poäng | Pl.  | Längd            | Poäng            | Pl.              | Längd            | Poäng            | Pl.              | Poäng            | Placering        |
| ------------ | --------------------- | ----- | ----- | ---- | ---------------- | ---------------- | ---------------- | ---------------- | ---------------- | ---------------- | ---------------- | ---------------- |
| Park Guy-lim | Damernas normalbacke  | i.u.  | i.u.  | i.u. | 56,0             | 14,2             | 35               | Gick inte vidare | Gick inte vidare | Gick inte vidare | Gick inte vidare | Gick inte vidare |
| Choi Seou    | Herrarnas normalbacke | 89,0  | 94,7  | 39 Q | 93,5             | 83,9             | 41               | Gick inte vidare | Gick inte vidare | Gick inte vidare | Gick inte vidare | Gick inte vidare |
| Kim Hyun-ki  | Herrarnas normalbacke | 84,0  | 83,1  | 52   | Gick inte vidare | Gick inte vidare | Gick inte vidare | Gick inte vidare | Gick inte vidare | Gick inte vidare | Gick inte vidare | Gick inte vidare |